# Lutz Kipp

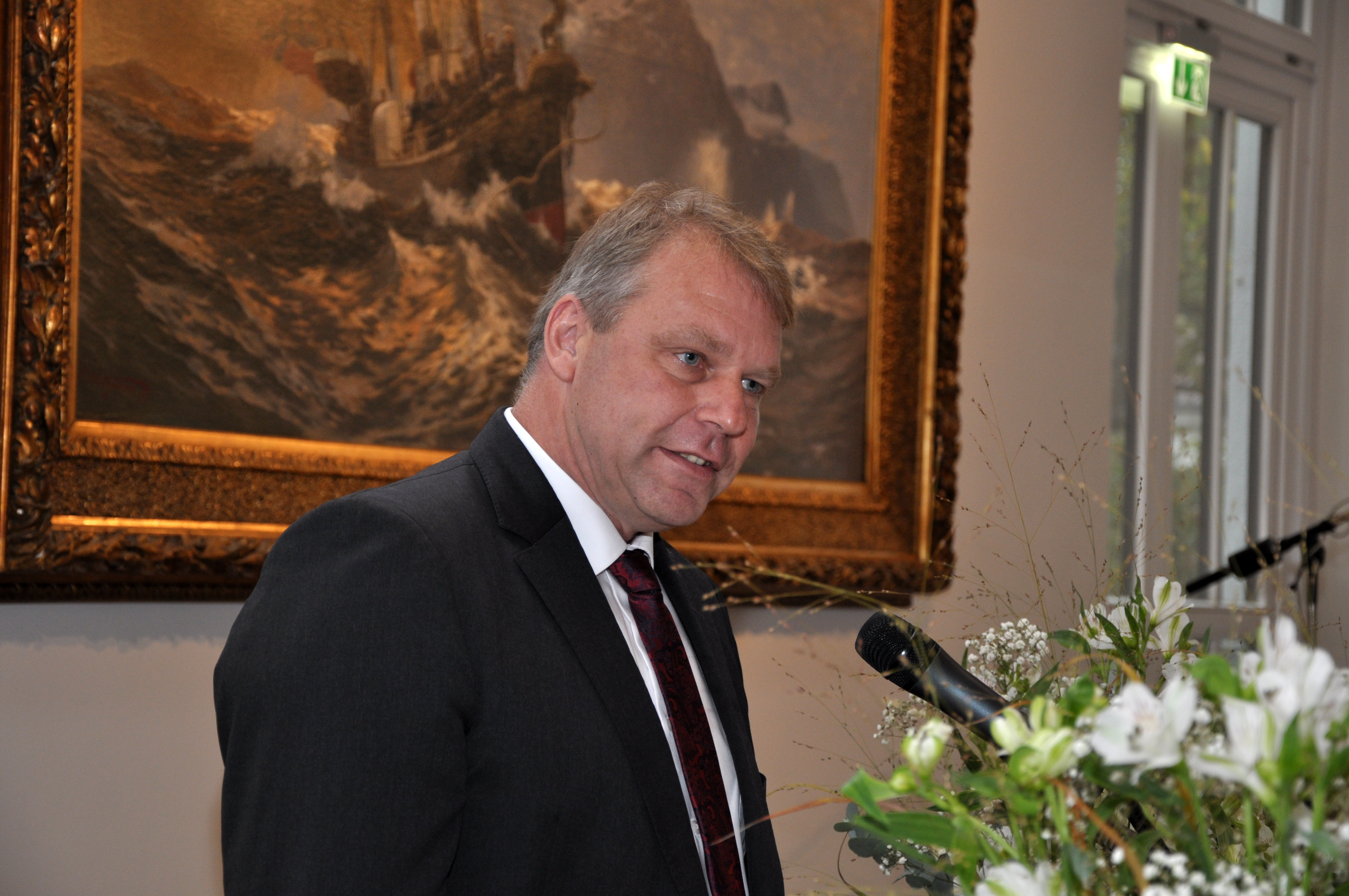
Lutz Kipp (2015)

Lutz Kipp (* 1963) ist ein deutscher Physiker und Hochschullehrer. Von 2014 bis Ende Mai 2020 war er Präsident der Christian-Albrechts-Universität zu Kiel.
Am 22. April 2020 wurde bekannt, dass Lutz Kipp nicht länger für eine zweite Amtszeit zur Verfügung steht und seine Bewerbung zurückzieht.

## Leben
Kipp studierte an der Christian-Albrechts-Universität zu Kiel und wurde 1989 Diplom-Physiker. 1993 wurde er zum Dr. rer. nat. promoviert. Es folgte ein Forschungsaufenthalt am Xerox PARC in Kalifornien. 1999 habilitierte er sich am Kieler Institut für Experimentelle und Angewandte Physik. Kipp sitzt im Komitee Forschung mit Synchrotronstrahlung. Er ist stellvertretender Beiratsvorsitzender des Helmholtz-Zentrums Geesthacht – Zentrum für Material- und Küstenforschung.
Er war Prodekan für Forschung (2006–2008) und Dekan (2008–2012) der Mathematisch-Naturwissenschaftlichen Fakultät der CAU. Der Senat wählte ihn am 11. Dezember 2013 zum Präsidenten. Kipp trat das sechsjährige Amt am 1. Juni 2014 an. Im Mai 2020 endete die Amtszeit von Kipp, da im Voraus ein Rückzug von seiner erneuten Kandidatur bekannt wurde.